# Dalia Miniataitė
Dalia Miniataitė (ur. 13 lipca 1961 w Wilnie) – litewska ekonomistka i urzędniczka państwowa związana z Ministerstwem Rolnictwa. Wiceminister, następnie sekretarz resortu, a w latach 2009–2019 kanclerz ministerstwa.

## Życiorys
Ukończyła szkołę średnią nr 22 w Wilnie, a w 1984 studia z geografii ekonomicznej na Uniwersytecie Wileńskim. Do 1992 była zatrudniona jako pracownik naukowy w Litewskim Instytucie Ekonomiki Rolnictwa, w którym w międzyczasie odbyła aspiranturę. W 1992 podjęła pracę w litewskim Ministerstwie Rolnictwa. Była główną specjalistką w jednym z departamentów, potem zastępczynią kierownika wydziału handlu zagranicznego. W latach 1996–2001 w randze dyrektora kierowała departamentami odpowiadającymi za integrację z Unią Europejską.
Od 2001 wchodziła w skład ścisłego kierownictwa resortu. Zajmowała stanowiska wiceministra (2001–2004) i sekretarza ministerstwa (2004–2009). W 2009 powołana na kanclerza Ministerstwa Rolnictwa. Ustąpiła z tej funkcji w 2019, przechodząc na stanowisko głównego doradcy w resorcie. W 2020 była kandydatką Związku Ojczyzny na ministra rolnictwa w rządzie Ingridy Šimonytė, jednak prezydent Gitanas Nausėda odmówił zatwierdzenia jej nominacji.